# Рассел Тейберт
Рассел Тейберт (англ. Russell Teibert, нар. 22 грудня 1992, Ніагара-Фоллс, Канада) — канадський футболіст, півзахисник клубу «Ванкувер Вайткепс» та національної збірної Канади.

## Клубна кар'єра
У дорослому футболі дебютував 2010 року виступами за команду клубу «Ванкувер Вайткепс». У віці 17 років і 221 дня став одним з наймолодших дебютантів команди в історії. 2011 року клуб перейшов до ліги МЛС і того ж року Тейберт підписав з командою новий контракт. Відтоді встиг відіграти за команду з Ванкувера 110 матчів в національному чемпіонаті.

## Виступи за збірні
2009 року дебютував у складі юнацької збірної Канади, взяв участь у 8 іграх на юнацькому рівні, відзначившись 3 забитими голами.
2010 року залучався до складу молодіжної збірної Канади. На молодіжному рівні зіграв у 8 офіційних матчах.
2012 року дебютував у складі національної збірної Канади у матчі проти Тринідаду і Тобаго. Наразі провів у формі головної команди країни 19 матчів, забивши 1 гол.
У складі збірної був учасником розіграшу Золотого кубка КОНКАКАФ 2013, 2015 та 2017 року.